# Calamagrostis smirnowii
Calamagrostis smirnowii là một loài thực vật có hoa trong họ Hòa thảo. Loài này được Litv. ex Petrov mô tả khoa học đầu tiên năm 1930.